# 切丘日涅
49°10′23″N 34°3′8″E / 49.17306°N 34.05222°E
切丘日涅（烏克蘭語：Чечужине），是烏克蘭中部的村莊，隸屬波爾塔瓦州的克雷門丘克區。該村距離第二亞歷山德里夫卡和新塞利夫卡0.5公里，海拔高度86米，2001年人口46。